# Национально-освободительное движение
Национа́льно-освободи́тельное (освободи́тельное) движе́ние — организация (временная форма существования государства), которая ведёт борьбу за освобождение какого-либо этноса от иностранного господства.
Примерами национально-освободительных движений, возникших в XIX веке, была Молодая Италия, которая боролась за освобождение итальянских земель от господства Габсбургской монархии и объединение Италии, фении, боровшиеся за независимость Ирландии от Великобритании, Болгарский революционный центральный комитет, боровшийся за независимость Болгарии от Османской империи.
Много национально-освободительных движений возникло в XX веке, особенно в период крушения колониальной системы во второй половине XX века.

## Примеры
Примеры национально-освободительных движений XX века:

### Азия
- Индийский национальный конгресс (Британская Индия)
- Мусульманская лига (Британская Индия)
- Мукти-бахини (Восточный Пакистан)
- Национальная партия Индонезии (Голландская Ост-Индия)
- Вьетминь (Вьетнам)
- ФРЕТИЛИН (Восточный Тимор)
- Басмаческое движение (Российская империя, РСФСР, СССР)

### Африка
- ФНО (Французский Алжир, Алжирская Сахара)
- Африканская партия независимости Гвинеи и Кабо-Верде (Португальская Гвинея, Кабо-Верде)
- ПОЛИСАРИО (Западная Сахара)
- Народный фронт освобождения Эритреи (Эритрея)
- Народная партия конвента (Золотой берег)
- Организация народов Юго-Западной Африки (Намибия)
- Народное движение за освобождение Анголы — Партия труда (Ангола)
- ФРЕЛИМО (Мозамбик)
- Союз африканского народа Зимбабве (Южная Родезия)
- Африканский национальный конгресс (ЮАР)

Многие из этих движений поддерживались Союзом ССР и другими государствами народной демократии. В частности, их участники обучались в 165-м учебном центре по подготовке иностранных военнослужащих.
В документах ООН национально-освободительные движения представлены как временная форма существования государств, находящихся в процессе сформирования и становления.
Признание права наций и народов на борьбу за самоопределение отражено в принятой в 1960 году на 15-й сессии Генеральной Ассамблеи ООН Декларации о предоставлении независимости колониальным странам и народам, а также в Декларации о принципах международного права, касающихся международных отношений и сотрудничества между государствами в соответствии с Уставом ООН. Борющиеся нации становятся участниками международно-правовых отношений после создания на определённых территориях определённых властных структур, способных выступать от имени населяющих эту территорию населения в межгосударственных отношениях.

## Вооружение
На заре своего существования национально-освободительные движения в различных странах мира были вооружены крайне примитивным оружием, главным образом самодельным огнестрельным оружием, иногда изготовленным фабрично-заводским способом серийным стрелковым оружием со складских запасов времён Второй мировой войны. Даже если им удавалось захватить в бою, выкрасть со складов или иным способом заполучить современное стрелковое оружие колониальных властей, возникала проблема боепитания, так как по израсходованию имеющегося боекомплекта оружие становилось бесполезным, поскольку повстанцам неоткуда было разжиться патронами к нему, о стрелковой подготовке новобранцев речи не шло, собственной военной промышленностью для обеспечения себя патронами они не располагали. В этом плане они значительно уступали в огневой мощи колониальным войскам и полиции, которые всегда превосходили их в технике и вооружении, были хорошо организованы и отмобилизованы, профессионально обучены применению своего вооружения.
Ситуация резко изменилась в середине 1960-х гг., что было напрямую связано с изменившимся вектором советской политики по отношению к странам третьего мира. Перелом произошёл в 1965 году. С 1965 по 1968 год американская разведка отмечает резкую смену арсенала вооружения и снаряжения повстанческих группировок в странах третьего мира. С 1965 года к ним на вооружение стали массово поступать новейшие образцы стрелкового оружия из СССР, Чехословакии и КНР. Те из повстанческих группировок, которые не имели связей с Москвой, Прагой или Пекином, старались заполучить оружие бельгийского производства (а конкретно марки FN), широко представленное на международном рынке вооружения и доступное для приобретения через подставных лиц. Более того, в руки повстанцев стали поступать снайперские винтовки, образцы бесшумного стрелкового оружия и другого специфического оружия для ведения неконвенциональных военных действий, которые давали им преимущество перед колониальными силами. Среди наиболее распространённых образцов стрелкового оружия повстанцев были:
- пулемёты — советские ПК, РПК, чехословацкие тип 59 и тип 26, британские Bren, бельгийские FN MAG, западногерманские MG3;
- автоматы — советские АК и производные от них (в том числе китайские тип 56), чехословацкие тип 58, бельгийские FN FAL, западногерманские G3;
- карабины — советские СКС и производные от них (китайские тип 63);
- пистолеты — советские ТТ и ПМ, бельгийские Browning Hi-Power.